# Hwang Soo-jung
Hwang Soo-jung (황수정 (); 24 de diciembre de 1972) es una actriz surcoreana.

## Carrera
Después de su debut en 1994, se hizo famosa al interpretar a la tranquila y bella Señora Ye-jin en la popular serie de drama histórica Hur Jun (1999), que alcanzó calificaciones promedio de 54%, y un punto máximo de audiencia de 63.7%. Ganó los dos máximos honores en los MBC Drama Awards 2000 a mejor actriz y actriz favorita.
Sin embargo, en 2001, fue arrestada bajo cargos de toma de metanfetaminas (un estimulante conocido también como "philopon" o "hielo"), junto a su amante, un hombre casado. Fue condenada a un año y seis meses en prisión, pero fue puesta en libertad bajo fianza después de servir 78 días en 2002. El escándalo empañó su imagen de pureza; las televisoras y anunciantes se apresuraron romper sus contratos, y para esquivar un linchamiento público en los medios de comunicación, se retiró del ojo público durante cinco años.
En 2006 regresó como modelo del vídeo musical "Because Love is Always Like That" de WAX, y posteriormente reanudó su carrera como actriz con un papel principal en el drama Salt Doll. A pesar de que nunca recuperó la popularidad que había disfrutado desde entonces ha protagonizado la película Night and Day (2008) del director Hong Sang-soo, los cuatro episodios del Drama Especial Para Mi Hijo (2011), y la película In Between (2012).

## Filmografía

### Cine
- In Between (segmento "A Time to Leave", 2012)
- A Friend in Need aka Yeouido (2010)
- Night and Day (2008)
- A+ Life (1999)

### Series de televisión
- Drama Special "For My Son" (KBS2, 2011)
- Salt Doll (SBS, 2007)
- Four Sisters (MBC, 2001)
- Mothers and Sisters (MBC, 2000-2001)
- Hur Jun (MBC, 1999-2000)
- Springtime aka Days of Youth (MBC, 1999)
- Romance (SBS, 1998)
- I Only Know Love (MBC, 1998-2000)
- White Christmas (SBS, 1997-1998)
- Tears of Roses (SBS, 1997)
- Today, For Some Reason (KBS, 1997)
- When Salmon Returns (SBS, 1996-1997)
- Thaw (SBS, 1995)
- Chilgapsan (SBS, 1995)
- My Son's Woman (MBC, 1994-1995)

### Vídeo musical
- WAX - "Because Love is Always Like That" (2006)